# Deutsch-Chinesische Hochschule (Tsingtau)
Die Deutsch-Chinesische Hochschule (chinesisch 青島特別高等專門學堂 / 青岛特别高等专门学堂, Pinyin Qīngdǎo tèbié gāoděng zhuānmén xuétáng – „Spezialfachhochschule Tsingtau“ oder 德華大學 / 德华大学,  Déhuá dàxué – „Deutsch-Chinesische Universität“) in Tsingtau (heute Qingdao) war eine Höhere Lehranstalt für Spezialwissenschaften mit besonderem Charakter im deutschen Pachtgebiet Kiautschou in China. Sie war die einzige Hochschule in den deutschen Überseegebieten. Die Hochschule befand sich in gemeinsamer staatlicher Trägerschaft des Deutschen und Chinesischen Kaiserreichs (ab 1912 Republik China). Kurz vor der Schließung im Jahr 1914 betrug die Zahl der Studenten etwa 400.

## Geschichte

### Gründung

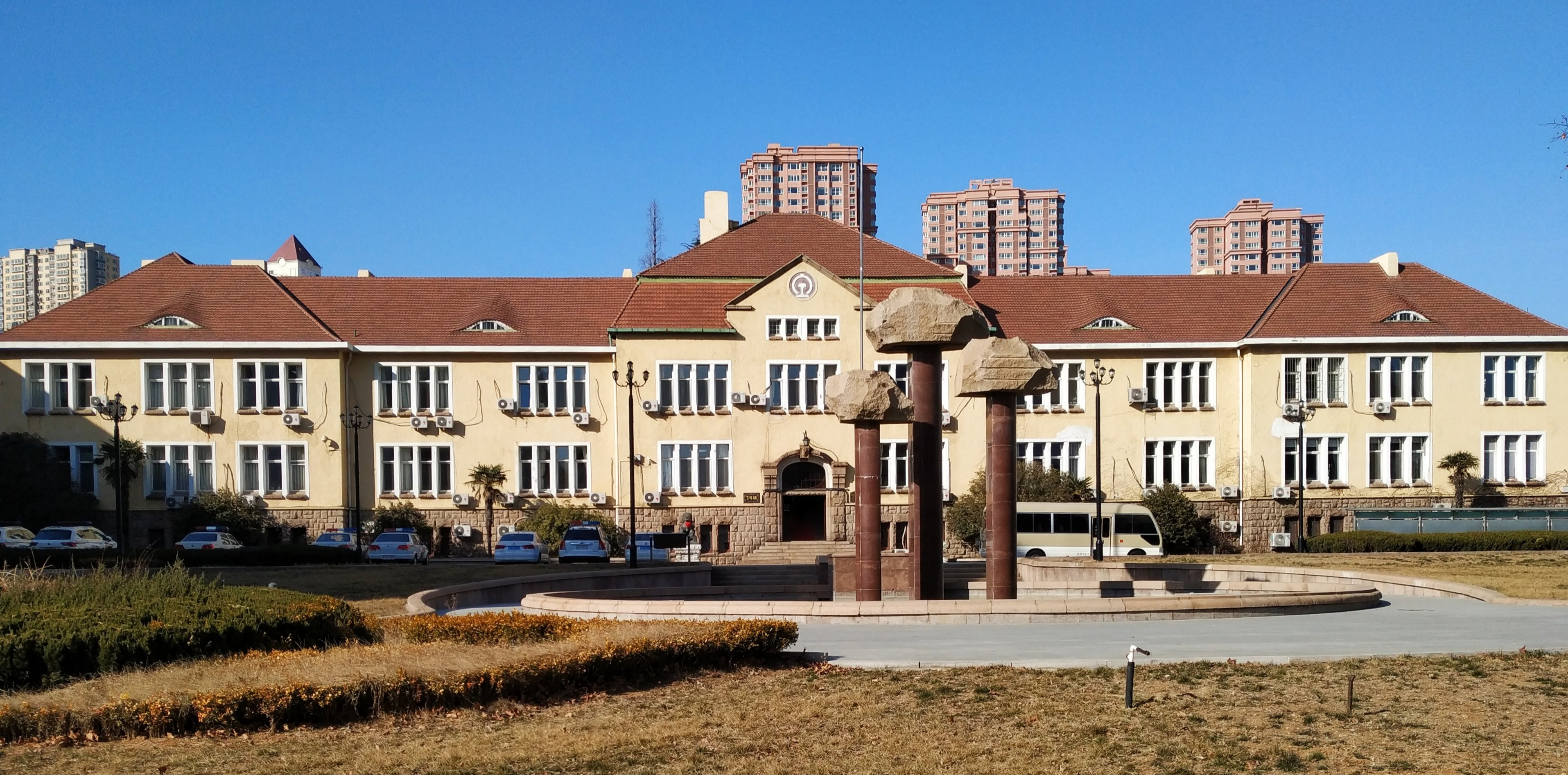
Gebäude der Hochschule

Der Plan zur Gründung einer Einrichtung höherer Bildung in Tsingtau ging auf eine Idee des deutschen Gesandten in Peking, Arthur Alexander Kaspar von Rex, zurück. Die Institution sollte in der Lage sein, die zukünftigen Eliten Chinas auszubilden, und war Teil der Kulturpolitik Deutschlands im Fernen Osten. Die Idee fand die Unterstützung des Staatssekretärs Alfred von Tirpitz im Reichsmarineamt, das für die Verwaltung des Pachtgebiets zuständig war. Die Unterstützung fiel in eine Zeit der allgemeinen Neuorientierung der deutschen Chinapolitik nach dem Ende des Boxeraufstandes, als Deutschland allmählich begann, nach einem kooperativen Verhältnis zu suchen.
Im Gouvernement von Kiautschou unter Oskar von Truppel gab es hingegen zunächst Vorbehalte. Diese betrafen zum einen den finanziellen Preis der Gründung, der den Haushalt belasten würde, zum anderen bevorzugte die dortige Verwaltung lokale Schulprojekte. Im Unterschied zur bisherigen Ausbildung chinesischer Arbeitskräfte zur Deckung des örtlichen Bedarfs zielte die Hochschulidee nicht auf die anschließende Verwendung im Pachtgebiet, sondern auf ganz China ab.
Ungeachtet der Kritik verfolgte von Tirpitz den Plan weiter. Am 11. Dezember 1907 ließ die deutsche Regierung den chinesischen Gesandten in Deutschland, Sun Baoqi, informieren und schlug Verhandlungen über ein gemeinsames Gründungsstatut vor. Die deutsche Regierung teilte mit, dass sie in Tsingtau eine Bildungsanstalt plane, um Chinesen auch ohne kostspielige Europareise mit der westlichen Kultur vertraut zu machen. Sun beurteilte das Vorhaben als „in schulischer Hinsicht interessant“. Am 15. Januar 1908 wiederholte von Rex die deutsche Mitteilung und bat die Regierung Chinas um Unterstützung sowie die Anerkennung der Hochschulabschlüsse. Im April 1908 übernahm der Sinologe Otto Franke im Auftrag des Reichsmarineamtes die Verhandlungsführung. Frankes Verhandlungspartner auf chinesischer Seite war Zhang Zhidong, Leiter des Erziehungsministeriums.
China gewann mehr Einfluss auf das Projekt als von deutscher Seite geplant: Die Schule erhielt einen chinesischen Co-Direktor. Die Auswahl der chinesischen Studenten sowie der Lehrkräfte und Lehrpläne der chinesischen Fächer oblagen den Behörden Chinas. Auch die deutschen Dozenten sollten in der Lage sein, den Unterricht in chinesischer Sprache zu halten. Im Gegenzug für die Mitsprache beteiligte sich die chinesische Regierung an der Finanzierung der Hochschule und gewährte den Absolventen die Bewerbung zur chinesischen Staatsprüfung.
Die Gründungskosten betrugen circa 640.000 Mark, wovon China 40.000 Mark übernahm. Von den 600.000 Mark der deutschen Seite stammten etwa 245.000 Mark von deutschen Unternehmen.

### Betrieb
Die Hochschule wurde am 25. Oktober 1909 offiziell eröffnet (die medizinische Abteilung im Juni 1911). Ihr Leiter war Georg Keiper (1877–1951), Professor für Geologie und Beamter der Kaiserlichen Marine. Als chinesischer Studieninspektor wurde ein Beamter des Unterrichtsministeriums, Jiang Kai, von Peking nach Tsingtau entsandt. Der reguläre Unterricht begann am 1. November 1909. Der Hochschulbetrieb orientierte sich am militarisierten Schulwesen des Deutschen Reiches jener Jahre, in dem viel Wert auf Sekundärtugenden und körperliche Abhärtung gelegt wurde. Das Abhalten von Paraden und eine Überwachung bis in die Intimsphäre gehörten für die Studenten zum Alltag. Sportunterricht und Gesundheitslehre (Körperpflege, Geschlechtskrankheiten etc.) wurden fachübergreifend erteilt. In allen Stufen und Abteilungen wurden neben deutschen Kursen auch Fächer in chinesischer Sprache gelehrt. Auch die Vermittlung der traditionellen Kultur Chinas hatte ihren Platz im Lehrplan, indem unter anderem chinesische Landeskunde und Literatur unterrichtet wurden. Anlässlich der Eröffnung drückte der chinesische Vertreter Li Xi die Interessen Chinas mit der Metapher aus, dass die Studenten zwar das Feld der westlichen Wissenschaft beackern, aber das Saatgut der eigenen Nation aussähen sollten.
Im Jahr 1913 unterrichteten 26 deutsche Lehrer (davon 15 haupt- und 11 nebenamtlich) sowie 7 chinesische Lehrer an der Hochschule. Die Zahl der Studenten wuchs von circa 80 im Jahr 1909 auf circa 400 im Jahr 1914. Im Winter 1913 gehörten 301 Studenten der Unterstufe und 73 Studenten der Oberstufe an. Die Studenten waren in der Regel junge männliche Chinesen ab 13 Jahren mit Vorbildung aus dem chinesischen Schulsystem. Die Aufnahme erfolgte in der Regel nach Prüfung und Überweisung durch den Provinzschulrat von Shandong oder anderen chinesischen Unterrichtsbehörden. Die Studiengebühr betrug 175 Yuan pro Person und Jahr. Da sich viele der chinesischen Studenten die Gebühr nicht leisten konnten, wurde sie oft von chinesischen Provinzregierungen übernommen. In den Anfangsjahren litt der Lehrbetrieb unter sprachlichen Problemen, da viele chinesische Studenten nicht ausreichend Deutsch verstanden, um dem Unterrichtsverlauf zu folgen. Aus diesem Grund wurden verstärkt Dolmetscher eingesetzt.
Alle Fächer hatten beträchtliche Praxisanteile: Jurastudenten besuchten das Kaiserliche Gericht von Kiautschou und hospitierten bei Schwurgerichtsverhandlungen, Medizinstudenten praktizierten im örtlichen Krankenhaus und der Katholischen Klinik. Ingenieurstudenten konnten nicht nur in der hochschuleigenen Werkstatt, sondern auch bei Partnern wie Sifang Locomotive Works Praxiserfahrung sammeln. Den Studenten der Agrar- und Forstwissenschaft standen Versuchsfelder und -wälder in der Umgebung zur Verfügung.
Im Oktober 1912 besuchte der erste provisorische Präsident nach dem Ende des alten chinesischen Kaisertums, Sun Yat-sen, die Hochschule. In seiner Rede vor den chinesischen Studenten lobte er die Einrichtung als besondere Gelegenheit zur Aneignung modernen Wissens unter der Leitung bedeutender und namhafter deutscher Lehrer. Die Studenten sollten sich Deutschland für das neue China zum Vorbild nehmen.
Während der Belagerung von Tsingtau bestand das Hilfslazarett Hochschule. Es war das einzige Lazarett, dessen Ort vor feindlichem Artilleriebeschuss vergleichsweise sicher war. Nach der Besetzung durch Japan im November 1914 wurde die Deutsch-Chinesische Hochschule geschlossen. Bis zur japanischen Machtübernahme hatten etwa 20 bis 30 Absolventen die Hochschule erfolgreich durchlaufen. Einige Studenten konnten ihr Studium nach der Schließung an der Deutschen Medizin- und Ingenieurschule für Chinesen in Shanghai fortsetzen.

## Campus

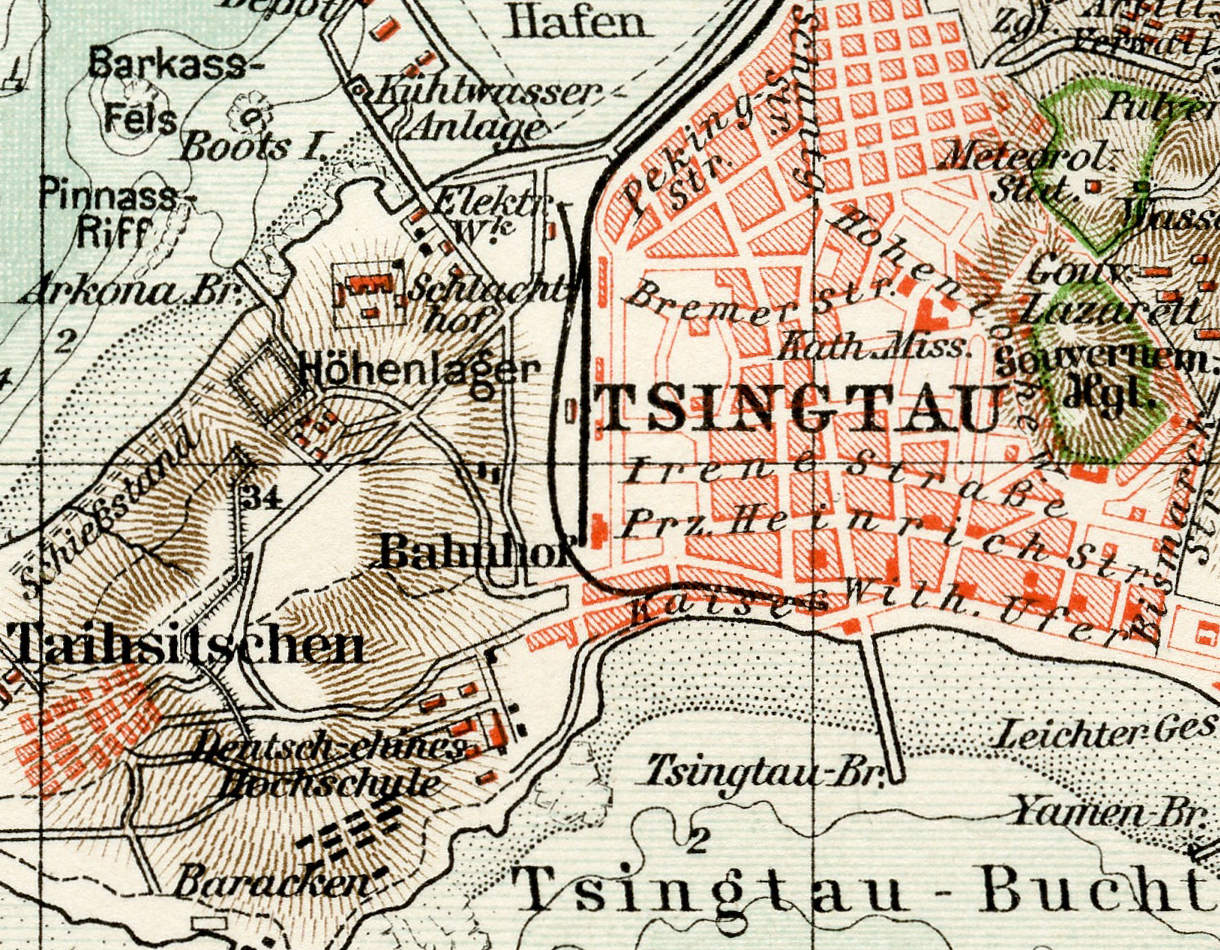
Kartenausschnitt von Tsingtau mit der Deutsch-chines. Hochschule (unten links), um 1912

Die Hochschule hatte einen Campus, der am Rande des Stadtgebietes an der Tsingtau-Bucht lag. Neben dem Lehrgebäude zählten auch ein Wirtschafts- und zwei Wohngebäude des angeschlossenen Internats (Alumnat) zum Campus. Im Internat lebten die Studenten in kleinen Räumen mit je zwei bis drei Betten. Insgesamt bot jedes der beiden Alumnatsgebäude Platz für 125 Personen. Zudem bestand auf dem Campus ein landwirtschaftliches Versuchsgelände. An dem Standort befand sich zuvor die Feldartilleriekaserne am Kronprinzenufer. Das ehemalige Hauptgebäude existiert noch, die heutige Adresse lautet Chaocheng Road 2.

## Fakultäten
Die Hochschule gliederte sich in zwei Stufen.
- eine vorbereitende Unterstufe: Der Besuch der Unterstufe dauerte fünf Jahre. Dabei sollte die Vermittlung der deutschen Sprache und westlicher Allgemeinbildung im Vordergrund stehen.
- eine wissenschaftlich betriebene Oberstufe: Die Oberstufe umfasste vier Fakultäten, Abteilungen genannt.
  - rechts- und staatswissenschaftliche Abteilung (dreijähriger Kursus, Leitung: Kurt Romberg, vormals Richter)
  - naturwissenschaftlich-technische Abteilung (vierjähriger Kursus)
  - forst- und landwirtschaftliche Abteilung (dreijähriger Kursus, Leitung: Wilhelm Wagner, Botaniker)[15]
  - medizinische Abteilung (vierjähriges Studium: dreisemestriges Vorstudium, fünfsemestriges Fachstudium, danach ein Jahr praktische Ausbildung)

Zu den übergreifenden Einrichtungen zählten eine Bibliothek, eine Lehrmittelsammlung, ein Museum sowie Laboratorien. Angegliedert war zudem eine Übersetzungsanstalt unter der Leitung eines Sinologen.

## Galerie

Deutsch-Chinesische Hochschule Tsingtau, 1909–1914
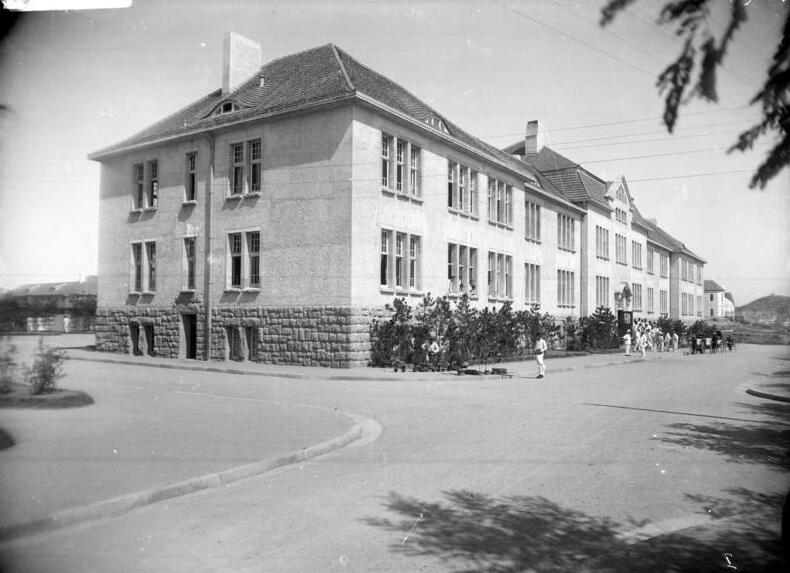
Hauptlehrgebäude
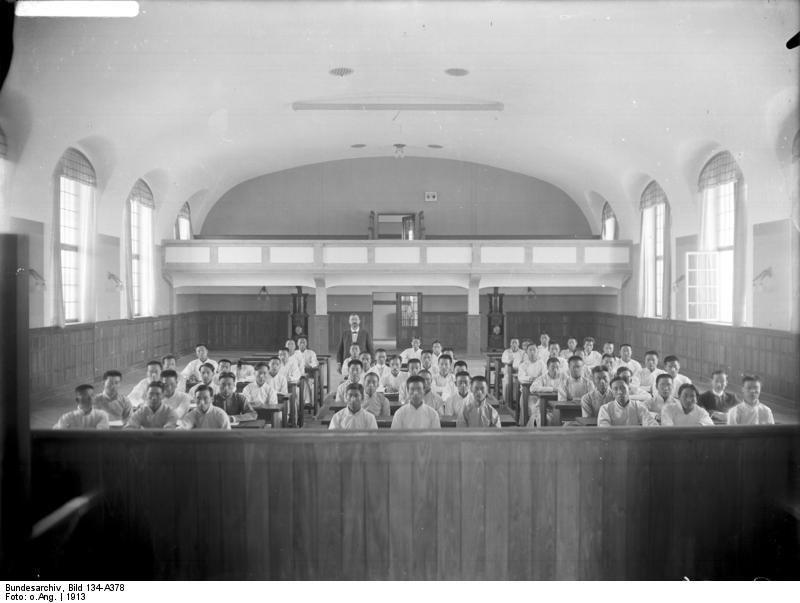
Aula
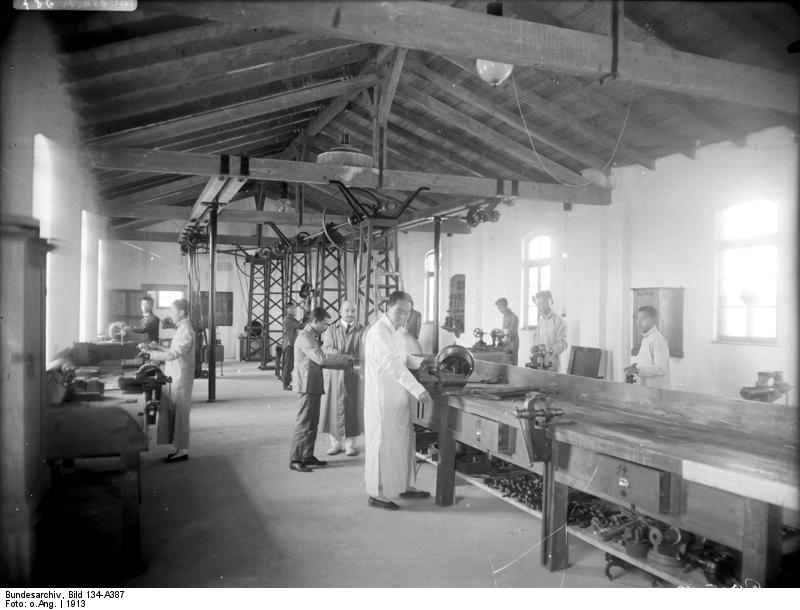
Schüler der Unterstufe
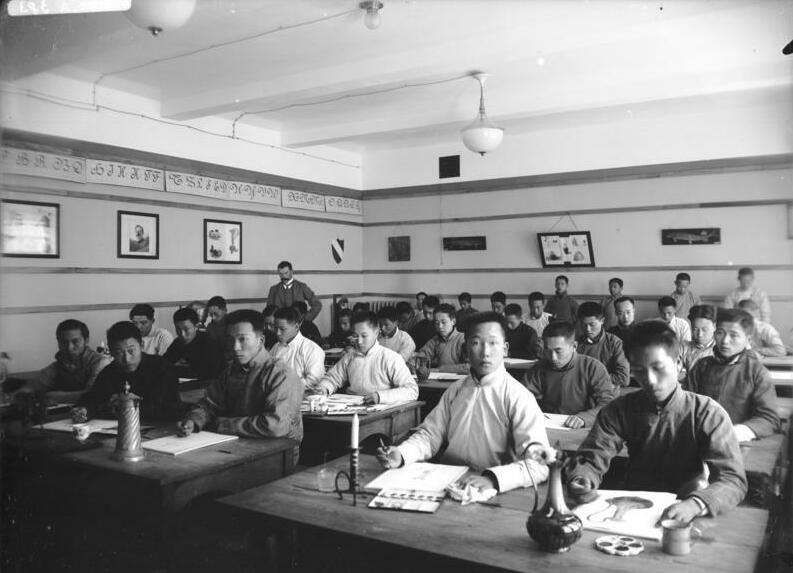
Chinesische Schüler beim Zeichenunterricht
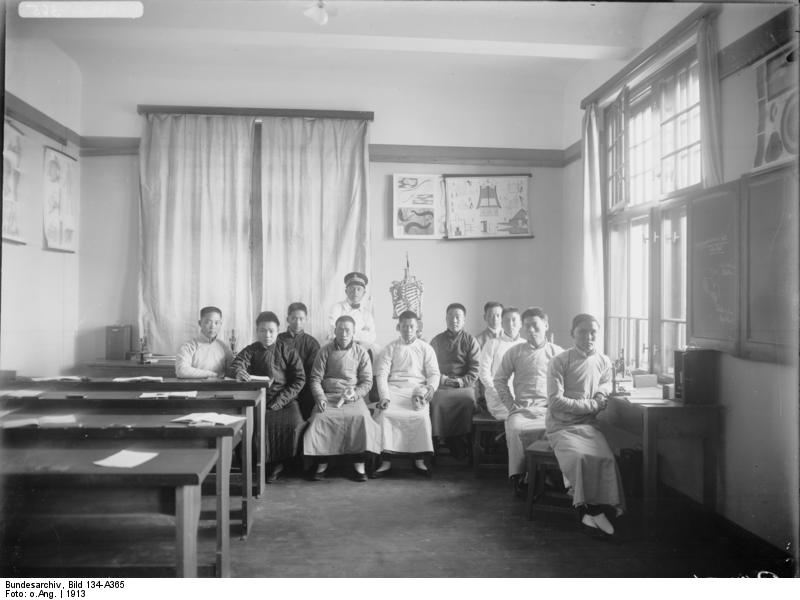
Medizinische Abteilung
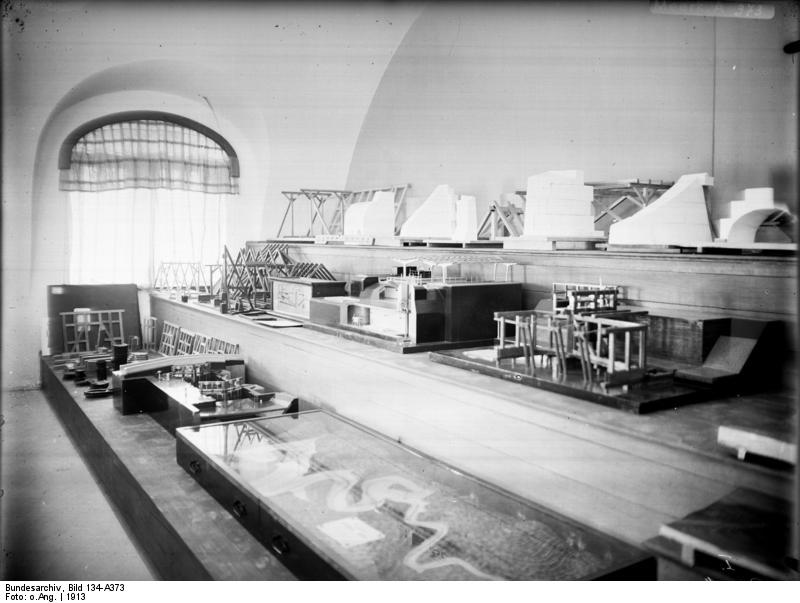
Lehrmittelsammlung
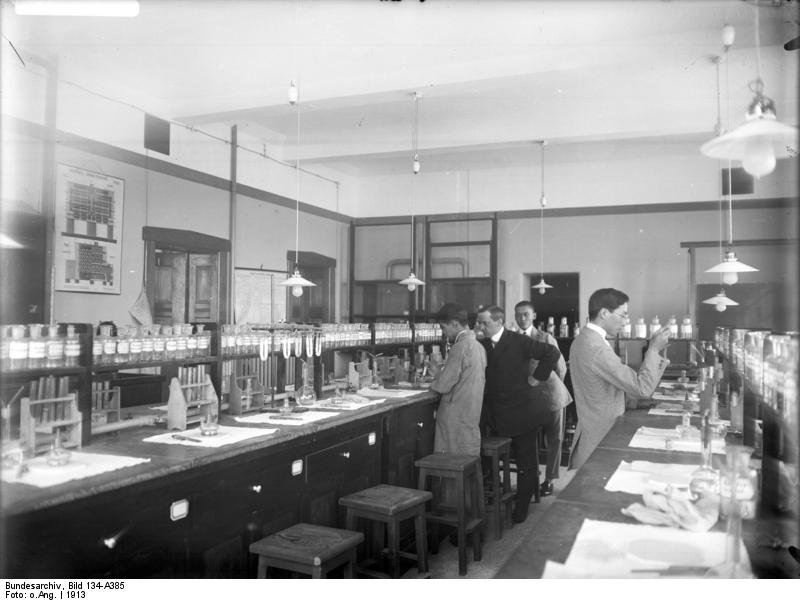
Chemisches Labor
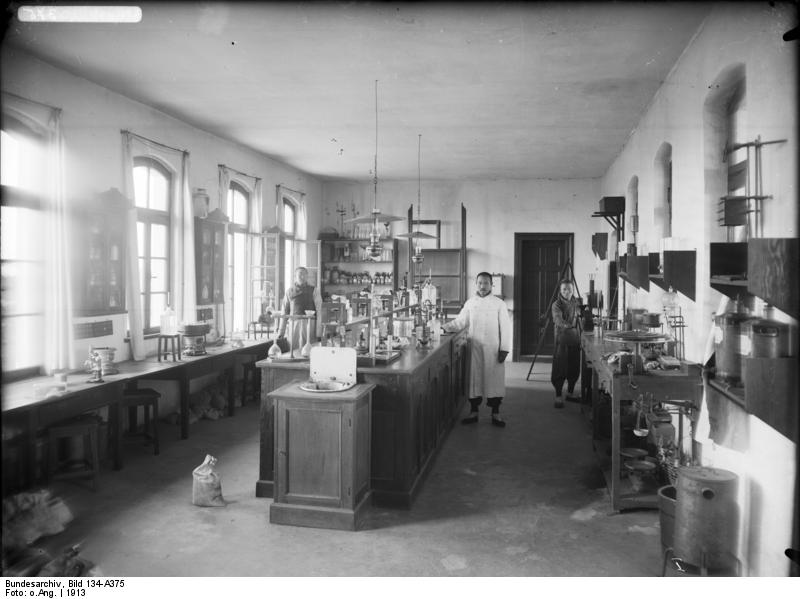
Landwirtschaftliches Labor
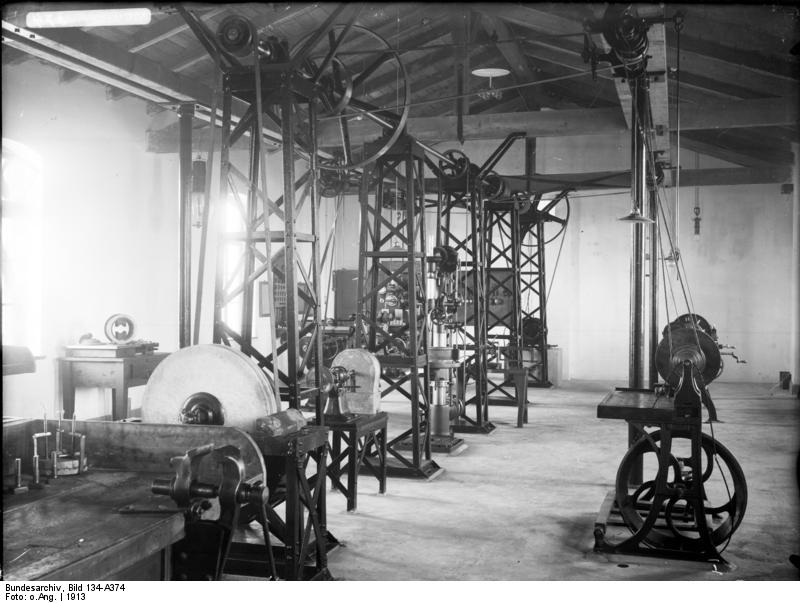
Werkstatt
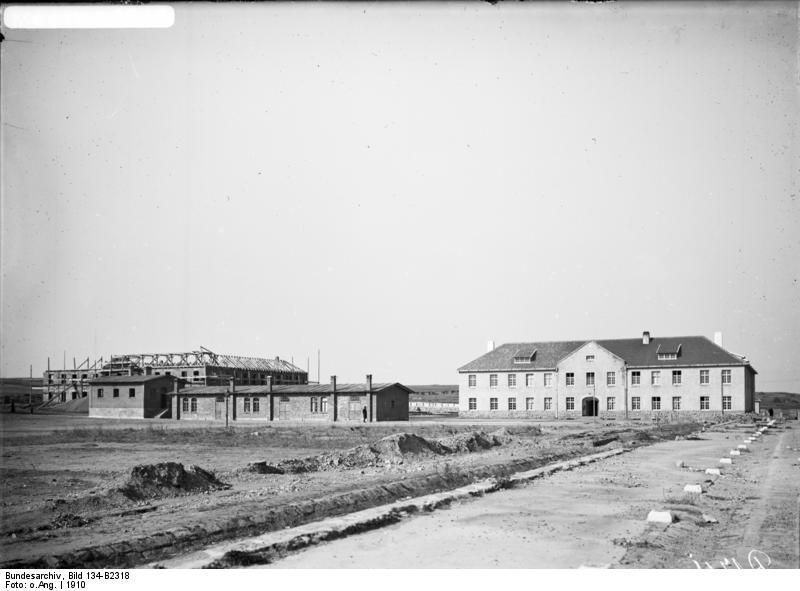
Alumnat I und II (im Bau)

## Bekannte Dozenten (Auswahl)
Die Deutsch-Chinesische Hochschule bemühte sich um die Gewinnung qualifizierter Dozenten aus Deutschland:
- Konrad Baetz, Ingenieur, von 1912 bis 1914 Professor für Ingenieur-Fächer an der technischen Hochschul-Abteilung
- Dr. Jur. Harald Gutherz, 1910 Dozent an der juristischen Fakultät der neuen Deutsch-Chinesischen Fakultät (erwähnt im Vorwort der Übertragung ins Deutsche des Tao Te King von Lao Tse, von Richard Wilhelm, Tsingtao, 1910)
- Georg Crusen, Jurist, ab 1909 nebenamtlicher Dozent der Deutsch-Chinesischen Hochschule
- Karl Erich Hupka, Physiker, folgte im Jahr 1914 einem Ruf an die Deutsch-Chinesischen Hochschule, konnte sie aufgrund des Ersten Weltkrieges aber nicht mehr erreichen
- Konrad Knopp, Mathematiker, lehrte in den Jahren 1910 und 1911 an der Deutsch-Chinesischen Hochschule
- Ferdinand Lessing, Sinologe, war in der Übersetzungsanstalt der Hochschule beschäftigt und 1913 Dozent
- Bruno Meyermann, Astronom, nebenamtlicher Dozent der Deutsch-Chinesischen Hochschule
- Erich Michelsen, Dr. jur., seit Juli 1913 Dozent für Rechts- und Staatswissenschaften
- Viktor Praefcke, Arzt und Sanitätsoffizier, war ab 1912 Dozent der medizinischen Hochschul-Abteilung

## Publikationsreihen (Auswahl)
Die Deutsch-Chinesische Hochschule gab mehrere Publikationsreihen heraus:
- Deutsch-Chinesische Rechtszeitung, ab 1911, Zeitung der rechts- und staatswissenschaftlichen Abteilung in deutscher und chinesischer Sprache
- West-östlicher Bote, ab Oktober 1913, Zeitschrift zur Vermittlung deutscher Sprache und Kultur im Fernen Osten in deutscher und chinesischer Sprache